# Андреас Сільєстрем
Андреас Сільєстрем (швед. Andreas Siljeström; нар. 21 липня 1981) — колишній шведський тенісист.
Найвищу одиночну позицію світового рейтингу — 964 місце досяг 8 березня 2010, парну — 57 місце — 14 травня 2012 року.
Найвищим досягненням на турнірах Великого шолома було 2 коло в парному розряді.
Завершив кар'єру 2019 року.

## Фінали турнірів ATP за кар'єру

### Парний розряд: 3 (3 поразки)
| Легенда                                     |
| ------------------------------------------- |
| Турніри Великого шолома (0–0)               |
| Фінали Світового туру ATP (0–0)             |
| Серія Мастерс 1000 Світового Туру ATP (0–0) |
| Серія 500 Світового туру ATP (0–0)          |
| Серія 250 Світового туру ATP (0–3)          |

| Титули за покриттям |
| ------------------- |
| Тверде (0–1)        |
| Ґрунт (0–2)         |
| Трава (0–0)         |

| Титули за типом корту |
| --------------------- |
| Відкритий (0–3)       |
| Закритий (0–0)        |

| Результат | В-П | Дата     | Турнір                           | Рівень    | Покриття | Партнер        | Суперники                        | Рахунок          |
| --------- | --- | -------- | -------------------------------- | --------- | -------- | -------------- | -------------------------------- | ---------------- |
| Поразка   | 0–1 | Лип 2011 | Swedish Open, Швеція             | Серія 250 | Ґрунт    | Сімон Аспелін  | Роберт Ліндстедт Горія Текеу     | 3–6, 3–6         |
| Поразка   | 0–2 | Тра 2012 | Serbia Open, Сербія              | Серія 250 | Ґрунт    | Мартін Еммріх  | Джонатан Ерліх Енді Рам          | 6–4, 2–6, [6–10] |
| Поразка   | 0–3 | Сер 2016 | Відкритий чемпіонат Атланти, США | Серія 250 | Тверде   | Юган Брунстрем | Андрес Мольтені Орасіо Себальйос | 6–7(2–7), 4–6    |

## Фінали челленджерів і ф'ючерсів

### Парний розряд: 54 (25–29)
| Легенда (парний розряд)    |
| -------------------------- |
| Тур ATP Челленджер (18–24) |
| Тур ITF Ф'ючерс (7–5)      |

| Титули за покриттям |
| ------------------- |
| Тверде (17–13)      |
| Ґрунт (6–13)        |
| Трава (0–1)         |
| Килим (2–2)         |

| Результат | В-П   | Дата     | Турнір                           | Рівень     | Покриття   | Партнер              | Суперники                                       | Рахунок                    |
| --------- | ----- | -------- | -------------------------------- | ---------- | ---------- | -------------------- | ----------------------------------------------- | -------------------------- |
| Перемога  | 1–0   | Вер 2008 | США F24, Ірвайн                  | Ф'ючерс    | Тверде     | Віктор-Карвалью Мелу | Шива Парбгу Бенджамін Роджерс                   | 4–6, 7–5, [10–6]           |
| Перемога  | 2–0   | Лис 2008 | США F29, Гонолулу                | Ф'ючерс    | Тверде     | Джеймс Ладлоу        | Метт Рейд Ігор Сейслінґ                         | 6–0, 4–6, [10–4]           |
| Перемога  | 3–0   | Бер 2009 | США F6, Мак-Аллен                | Ф'ючерс    | Тверде     | Рубен Гонсалес       | Луїс Діас Барріга Антоніо Руїс-Росалес          | 6–3, 6–7(10–12), [10–4]    |
| Поразка   | 3–1   | Тра 2009 | США F11, Тампа                   | Ф'ючерс    | Ґрунт      | Рубен Гонсалес       | Каден Генсел Адам Габбл                         | 5–7, 3–6                   |
| Перемога  | 4–1   | Чер 2009 | Ірландія F2, Дублін              | Ф'ючерс    | Килим      | Ашвін Кумар          | Шарль-Антуан Брезак Венсан Стуфф                | 7–5, 7–6(7–5)              |
| Поразка   | 4–2   | Лип 2009 | Велика Британія F8, Філікстоу    | Ф'ючерс    | Трава      | Трістан Фаррон-Магон | Грег Джонс Роберт Смітс                         | 2–6, 4–6                   |
| Перемога  | 5–2   | Сер 2009 | Фінляндія F1, Vierumäki          | Ф'ючерс    | Ґрунт      | Трістан Фаррон-Магон | Юго Паукку Патрік Русенгольм                    | 6–3, 6–3                   |
| Поразка   | 5–3   | Вер 2009 | Нідерланди F5, Алмере            | Ф'ючерс    | Ґрунт      | Мартін Еммріх        | Антал ван дер Дейм Бой Вестергоф                | 6–7(3–7), 6–7(6–8)         |
| Перемога  | 6–3   | Вер 2009 | Швеція F1, Лідчепінг             | Ф'ючерс    | Тверде (i) | Мартін Еммріх        | Пабло Фіґероа Рікард Гольмстрем                 | 1–6, 7–6(7–4), [11–9]      |
| Перемога  | 7–3   | Вер 2009 | Швеція F2, Фалун                 | Ф'ючерс    | Тверде (i) | Мартін Еммріх        | Карл Берґман Генрік Норфельдт                   | 6–7(6–8), 6–4, [11–9]      |
| Поразка   | 7–4   | Жов 2009 | Франція F17, Невер               | Ф'ючерс    | Тверде (i) | Владимир Обрадович   | Колт Ґастон Філліп Сіммондс                     | 4–6, 6–7(3–7)              |
| Перемога  | 8–4   | Лис 2009 | Шарлотсвілл, США                 | Челленджер | Тверде (i) | Мартін Еммріх        | Домінік Інглот Райлан Різза                     | 6–4, 3–6, [11–9]           |
| Перемога  | 9–4   | Лис 2009 | Ноксвілл, США                    | Челленджер | Тверде (i) | Мартін Еммріх        | Равен Класен Ізак ван дер Мерве                 | 7–5, 6–4                   |
| Поразка   | 9–5   | Лют 2010 | Боснія і Герцеговина F1, Сараєво | Ф'ючерс    | Килим (i)  | Мартін Еммріх        | Філіпп Освальд Александер Пея                   | 3–6, 6–7(2–7)              |
| Поразка   | 9–6   | Тра 2010 | Манта, Еквадор                   | Челленджер | Тверде     | Мартін Еммріх        | Райлер Дегарт П'єрр-Людовік Дюкло               | 4–6, 5–7                   |
| Поразка   | 9–7   | Сер 2010 | Стамбул, Туреччина               | Челленджер | Тверде     | Браян Баттістоун     | Леош Фридль Душан Вемич                         | 6–7(6–8), 6–7(3–7)         |
| Поразка   | 9–8   | Сер 2010 | Сан-Себастьян, Іспанія           | Челленджер | Ґрунт      | Браян Баттістоун     | Рубен Рамірес Ідальго Сантьяго Вентура Бертомеу | 4–6, 6–7(3–7)              |
| Поразка   | 9–9   | Вер 2010 | Генуя, Італія                    | Челленджер | Ґрунт      | Браян Баттістоун     | Андре Бегеманн Мартін Еммріх                    | 6–1, 6–7(3–7), [7–10]      |
| Перемога  | 10–9  | Кві 2011 | Сен-Бріє, Франція                | Челленджер | Ґрунт      | Томаш Беднарек       | Грегуар Бюрк'є Ромен Жуан                       | 6–4, 6–7(4–7), [14–12]     |
| Поразка   | 10–10 | Кві 2011 | Неаполь, Італія                  | Челленджер | Ґрунт      | Тревіс Перротт       | Тревіс Реттенмаєр Зімон Штадлер                 | 4–6, 4–6                   |
| Поразка   | 10–11 | Тра 2011 | Алессандрія, Італія              | Челленджер | Ґрунт      | Джефф Кутзе          | Мартін Фішер Філіпп Освальд                     | 7–6(7–5), 5–7, [6–10]      |
| Перемога  | 11–11 | Лип 2011 | Брауншвейг, Німеччина            | Челленджер | Ґрунт      | Мартін Еммріх        | Олів'є Шарруен Стефан Робер                     | 0–6, 6–4, [10–7]           |
| Перемога  | 12–11 | Жов 2011 | Ренн, Франція                    | Челленджер | Килим (i)  | Мартін Еммріх        | Кенні де Схеппер Едуар Роже-Васслен             | 6–4, 6–4                   |
| Поразка   | 12–12 | Лис 2011 | Шампейн-Урбана, США              | Челленджер | Тверде (i) | Мартін Еммріх        | Рік де Вуст Ізак ван дер Мерве                  | 6–2, 3–6, [4–10]           |
| Перемога  | 13–12 | Лис 2011 | Гельсінкі, Фінляндія             | Челленджер | Тверде (i) | Мартін Еммріх        | Джеймс Серретані Міхал Мертиняк                 | 6–4, 6–4                   |
| Перемога  | 14–12 | Кві 2012 | Таллахассі, США                  | Челленджер | Тверде     | Мартін Еммріх        | Артем Сітак Блейк Строуд                        | 6–2, 7–6(7–4)              |
| Поразка   | 14–13 | Кві 2012 | Сарасота, США                    | Челленджер | Ґрунт      | Мартін Еммріх        | Юган Брунстрем Ізак ван дер Мерве               | 4–6, 1–6                   |
| Поразка   | 14–14 | Жов 2012 | Тібурон, США                     | Челленджер | Тверде     | Джордан Керр         | Рік де Вуст Кріс Гуччоне                        | 1–6, 4–6                   |
| Поразка   | 14–15 | Лис 2012 | Еккенталь, Німеччина             | Челленджер | Килим (i)  | Томаш Беднарек       | Джеймс Серретані Аділ Шамасдін                  | 3–6, 6–2, [4–10]           |
| Перемога  | 15–15 | Лис 2012 | Тюмень, Росія                    | Челленджер | Тверде (i) | Іво Клець            | Костянтин Кравчук Денис Молчанов                | 6–3, 6–2                   |
| Поразка   | 15–16 | Січ 2013 | Гайльбронн, Німеччина            | Челленджер | Тверде (i) | Джордан Керр         | Юган Брунстрем Равен Класен                     | 3–6, 6–0, [10–12]          |
| Перемога  | 16–16 | Кві 2013 | Сен-Бріє, Франція                | Челленджер | Тверде (i) | Томаш Беднарек       | Єссе Гута Ґалунґ Костянтин Кравчук              | 6–3, 4–6, [10–7]           |
| Поразка   | 16–17 | Тра 2013 | Туніс (місто), Туніс             | Челленджер | Ґрунт      | Джеймі Дельгадо      | Домінік Мефферт Філіпп Освальд                  | 6–3, 6–7(0–7), [7–10]      |
| Поразка   | 16–18 | Лип 2013 | Брауншвейг, Німеччина            | Челленджер | Ґрунт      | Ігор Зеленай         | Томаш Беднарек Матеуш Ковальчик                 | 2–6, 6–7(4–7)              |
| Перемога  | 17–18 | Лис 2013 | Братислава, Словаччина           | Челленджер | Тверде (i) | Генрі Контінен       | Геро Кречмер Ян-Леннард Штруфф                  | 7–6(8–6), 6–2              |
| Перемога  | 18–18 | Лис 2013 | Андрія, Італія                   | Челленджер | Тверде (i) | Філіпп Освальд       | Алессандро Мотті Ґоран Тошич                    | 6–2, 6–3                   |
| Перемога  | 19–18 | Лип 2014 | Брауншвейг, Німеччина            | Челленджер | Ґрунт      | Ігор Зеленай         | Раміз Джунейд Міхал Мертиняк                    | 7–5, 6–4                   |
| Поразка   | 19–19 | Вер 2014 | Орлеан, Франція                  | Челленджер | Тверде (i) | Джеймс Серретані     | Томас Беллуччі Андре Са                         | 7–5, 4–6, [8–10]           |
| Поразка   | 19–20 | Лис 2014 | Андрія, Італія                   | Челленджер | Тверде (i) | Роман Єбави          | Патрік Ґріґоріу Костін Павел                    | 6–7(4–7), 7–6(7–4), [5–10] |
| Перемога  | 20–20 | Лют 2015 | Бергамо, Італія                  | Челленджер | Тверде (i) | Мартін Еммріх        | Матеуш Ковальчик Блажей Конюш                   | 6–4, 7–5                   |
| Поразка   | 20–21 | Бер 2015 | Кемпер, Франція                  | Челленджер | Тверде (i) | Мартін Еммріх        | Флавіо Чіполла Домінік Мефферт                  | 6–3, 6–7(5–7), [8–10]      |
| Поразка   | 20–22 | Сер 2015 | Сеговія, Іспанія                 | Челленджер | Тверде     | Олександр Бурий      | Олександр Кудрявцев Денис Молчанов              | 2–6, 4–6                   |
| Поразка   | 20–23 | Сер 2015 | Порторож, Словенія               | Челленджер | Тверде     | Олександр Бурий      | Фабріс Мартен Пурав Раджа                       | 6–7(5–7), 6–4, [16–18]     |
| Поразка   | 20–24 | Лис 2015 | Mouilleron le Captif, Франція    | Челленджер | Тверде (i) | Олександр Бурий      | Сандер Арендс Адам Майхрович                    | 3–6, 7–5, [8–10]           |
| Перемога  | 21–24 | Січ 2016 | Бангкок, Таїланд                 | Челленджер | Тверде     | Юган Брунстрем       | Геро Кречмер Александер Сачко                   | 6–3, 6–4                   |
| Перемога  | 22–24 | Кві 2016 | Сен-Бріє, Франція                | Челленджер | Тверде (i) | Раміз Джунейд        | Джеймс Серретані Антал ван дер Дейм             | 5–7, 7–6(7–4), [10–8]      |
| Перемога  | 23–24 | Кві 2016 | Барлетта, Італія                 | Челленджер | Ґрунт      | Юган Брунстрем       | Флавіо Чіполла Рожеріу Дутра Сілва              | 0–6, 6–4, [10–8]           |
| Перемога  | 24–24 | Тра 2016 | Бордо, Франція                   | Челленджер | Ґрунт      | Юган Брунстрем       | Гільєрмо Дюран Максімо Гонсалес                 | 6–1, 3–6, [10–4]           |
| Поразка   | 24–25 | Лип 2016 | Бостад, Швеція                   | Челленджер | Ґрунт      | Юган Брунстрем       | Ісак Арвідссон Фред Сімондссон                  | 3–6, 5–7                   |
| Поразка   | 24–26 | Вер 2016 | Щецин, Польща                    | Челленджер | Ґрунт      | Юган Брунстрем       | Андре Бегеманн Олександр Бурий                  | 6–7(3–7), 7–6(9–7), [4–10] |
| Перемога  | 25–26 | Жов 2016 | Будапешт, Угорщина               | Челленджер | Тверде (i) | Олександр Бурий      | Джеймс Серретані Філіпп Освальд                 | 7–6(7–3), 6–4              |
| Поразка   | 25–27 | Лис 2016 | Mouilleron le Captif, Франція    | Челленджер | Тверде (i) | Юган Брунстрем       | Жонатан Ейссерік Едуар Роже-Васслен             | 7–6(7–1), 6–7(3–7), [9–11] |
| Поразка   | 25–28 | Вер 2017 | Щецин, Польща                    | Челленджер | Ґрунт      | Олександр Бурий      | Веслі Колгоф Артем Сітак                        | 1–6, 5–7                   |
| Поразка   | 25–29 | Чер 2019 | Блуа, Франція                    | Челленджер | Ґрунт      | Серхіо Гальдос       | Корентен Деноллі Александр Мюллер               | 5–7, 7–6(7–5), [6–10]      |

## Досягнення в парному розряді
| W | Ф | ПФ | ЧФ | #Р | КТ | К# | DNQ | A | NH |

| Турнір                                 | 2008  | 2009  | 2010  | 2011  | 2012  | 2013  | 2014  | 2015  | 2016  | 2017  | 2018 | SR    | В-П   |
| -------------------------------------- | ----- | ----- | ----- | ----- | ----- | ----- | ----- | ----- | ----- | ----- | ---- | ----- | ----- |
| Турніри Великого шолома                |       |       |       |       |       |       |       |       |       |       |      |       |       |
| Відкритий чемпіонат Австралії з тенісу |       |       |       |       | 1р    |       |       |       |       | 1р    |      | 0 / 2 | 0–2   |
| Відкритий чемпіонат Франції з тенісу   |       |       |       |       | 1р    |       |       |       |       |       |      | 0 / 1 | 0–1   |
| Вімблдонський турнір                   |       |       |       | К1р   |       | 1р    | 1р    | К1р   | 1р    | 2р    |      | 0 / 4 | 1–4   |
| Відкритий чемпіонат США з тенісу       |       |       |       | 2р    |       |       |       |       |       |       | 1р   | 0 / 2 | 1–1   |
| В-П                                    | 0–0   | 0–0   | 0–0   | 1–1   | 0–2   | 0–1   | 0–1   | 0–0   | 0–1   | 1–2   | 0–1  | 0 / 8 | 2–8   |
| Загальна статистика                    |       |       |       |       |       |       |       |       |       |       |      |       |       |
| Титули / Фінали                        | 0 / 0 | 0 / 0 | 0 / 0 | 0 / 1 | 0 / 1 | 0 / 0 | 0 / 0 | 0 / 0 | 0 / 1 | 0 / 0 |      | 0 / 3 | 0 / 3 |
| Разом виграшів–поразок                 | 0–0   | 0–1   | 1–5   | 5–7   | 4–9   | 1–3   | 2–4   | 6–8   | 11–13 | 3–8   |      | 33–58 | 33–58 |
| Рейтинг на кінець року                 | 779   | 167   | 133   | 70    | 107   | 105   | 99    | 96    | 64    |       |      | 36 %  | 36 %  |